# Callipara victoriae
Callipara victoriae is een slakkensoort uit de familie van de Volutidae. De wetenschappelijke naam van de soort werd voor het eerst geldig gepubliceerd in 2020 door Childs, R. Aiken en Bail als Callipara (Festilyria) victoriae.